# LXXXVIII. Armeekorps
LXXXVIII. Armeekorps var en tysk armékår under andra världskriget. Kåren sattes upp den 8 juni 1942.

## Befälhavare
Kårens befälhavare:
- General der Infanterie Hans-Wolfgang Reinhard  8 juni 1942–22 december 1944
- General der Infanterie Felix Schwalbe  22 december 1944–7 maj 1945

Stabschef:
- Oberst Curt von Eichert-Wiersdorff  26 juni 1942–30 september 1944
- Oberstleutnant Karl-Heinz von Prittwitz-Gaffron  30 september 1944–31 januari 1945
- Major Kelch  1 februari 1945–7 maj 1945